# Ben Lai
Ben Lai est un dessinateur de comics canadien.

## Biographie
Il a été découvert, avec son frère Ray, qui l'encre, par CrossGen dans le cadre de son programme de recrutement de jeunes talents. Après quelques numéros de Sigil, il quitta la compagnie qui souhaitait se séparer de son frère.
Ils lancent ensuite leur propre série Radix chez Image Comics, avant d'aller travailler chez Marvel Comics, principalement sur Thor.

## Publications
(les titres suivis d'un * ont été traduits en français, même partiellement)
- CrossGen Primer (CrossGen) *
- Radix Special Preview, #1-3 (Image Comics)
- Sigil #1-5 (CrossGen) *
- Thor vol.2 #61-62, 65 (Marvel) *
- Ultimate X-Men #26 (Marvel) *
- X-Men Unlimited vol.2 #1 Sage - Memories (Marvel)